# 太師
太師（たいし）は、かつて中国にあった官職である。天子の師とされた。
『漢書』百官公卿表上によれば周においては太師、太傅、太保が三公と呼ばれ、天子を助け導き国政に参与する職であったとされる。
漢においては前漢の平帝の元始元年（1年）、幼くして王莽らに擁立されて即位した平帝の補佐と教育のため太師、太傅、太保が置かれた。金印紫綬で、地位は大司馬、大司徒、大司空の三公より高く、太師は太師、太傅、太保の中で最も高位であった。太師、太傅、太保および少傅の四官を四輔と呼んだ。
後漢においては太師は置かれなかったが、後漢末の献帝の初平2年（191年）に董卓が太師となった。地位は諸侯王より上位とされた（『後漢書』董卓伝）。
晋において再度太師、太傅、太保を置いたが、「師」が景帝司馬師の諱であることから避けて太師を太宰と称した。北魏では太師、太傅、太保を三師と呼んでいる。
それ以降の王朝でも清に至るまで太師、太傅、太保が置かれたが、総じてふさわしい者が居なければ空位とする名誉職であった。明の例では、生前に太師となったのは洪武帝の建国の元勲で77歳まで生きた李善長が左丞相を退任した後になったぐらいで、宣徳・正統年間の「三楊」（楊栄・楊士奇・楊溥）や万暦年間の張居正のような宰相級の功臣で病死した者でも没後に太師を追贈されるにとどまっている。
なお、周代、上記の天子の師以外に楽官にも「太師」の名が見える。